# Mieleszyn (stacja kolejowa)
Mieleszyn - stacja kolejowa w Mieleszynie, w województwie wielkopolskim, w Polsce.
| Mieleszyn                    |  |                          |
| Linia 281. Oleśnica-Chojnice |  |                          |
| Świątnikiodległość: 4,118 km |  | Gącz odległość: 4,482 km |